# IJsland op de Olympische Zomerspelen 1988
IJsland nam deel aan de Olympische Zomerspelen 1988 in Seoul, Zuid-Korea. Het land won ditmaal geen medailles. Vlaggendrager was judoka Bjarni Friðriksson, winnaar van de olympische bronzen medaille bij de vorige Zomerspelen in Los Angeles.

## Deelnemers en resultaten

### Atletiek
| Olympiër              | Discipline       | Resultaat | Prestatie                                 |
| --------------------- | ---------------- | --------- | ----------------------------------------- |
| Pétur Guðmundsson     | kogelstoten (m)  | 14e       | kwalificatie groep B: 8ste met 19,21m     |
| Eggert Bogason        | discuswerpen (m) | DNF       | kwalificatie groep A: geen geldige poging |
| Vésteinn Hafsteinsson | discuswerpen (m) | 19e       | kwalificatie groep B: 10de met 58,94m     |
| Siggi Einarsson       | speerwerpen (m)  | 27e       | kwalificatie groep B: 15de met 75,52m     |
| Einar Vilhjálmsson    | speerwerpen (m)  | 13e       | kwalificatie groep A: 8ste met 78,92m     |
|                       |                  |           |                                           |
| Helga Halldórsdóttir  | 400m horden (v)  | 29e       | serie 3: 6de in 58,99                     |
| Iris Grönfeldt        | speerwerpen (v)  | 26e       | kwalificatie groep B: 13de met 54,28m     |

### Handbal
| Olympiër | Discipline | Resultaat | Prestatie |
| --- | ---------- | --------- | --- |
| Kristján Arason Alfreð Gíslason Sigurður Gunnarsson Guðmundur Guðmundsson Atli Hilmarsson Guðmundur Hrafnkelsson Brynjar Kvaran Þorgils Mathiesen Páll Ólafsson Bjarki Sigurðsson Jakob Sigurðsson Geir Sveinsson Sigurður Sveinsson Einar Þorvarðarson Karl Þráinsson | mannen     | 14e       | groep A:' 4de W van Verenigde Staten: 22-15 W van Algerije: 22-16 V van Zweden: 14-20 G van Joegoslavië: 19-19 V van Sovjet-Unie: 19-32 7-8ste plek: V van DDR: 29-31 |

| Groep A |                  |             |             |             |             |            |            |            |        |
| #       | Land             | Wedstrijden | Wedstrijden | Wedstrijden | Wedstrijden | Doelpunten | Doelpunten | Doelpunten | Punten |
| #       | Land             | G           | W           | G           | V           | V          | T          | Saldo      | Punten |
| 1       | Sovjet-Unie      | 5           | 5           | 0           | 0           | 130        | 82         | +48        | 10     |
| 2       | Joegoslavië      | 5           | 3           | 1           | 1           | 116        | 109        | +7         | 7      |
| 3       | Zweden           | 5           | 3           | 0           | 2           | 106        | 91         | +15        | 6      |
| 4       | IJsland          | 5           | 2           | 1           | 2           | 96         | 102        | -6         | 5      |
| 5       | Algerije         | 5           | 1           | 0           | 4           | 89         | 109        | -20        | 2      |
| 6       | Verenigde Staten | 5           | 0           | 0           | 5           | 81         | 125        | -44        | 0      |

| Ronde        | Datum | Plaats      | Land  | Score            | Land |
| ------------ | ----- | ----------- | ----- | ---------------- | ---- |
| Groepsfase   |       |             |       |                  |      |
| 20 september | Seoel | IJsland     | 22-15 | Verenigde Staten |      |
| 22 september | Seoel | IJsland     | 22-16 | Algerije         |      |
| 24 september | Seoel | Zweden      | 20-14 | IJsland          |      |
| 26 september | Seoel | Joegoslavië | 19-19 | IJsland          |      |
| 28 september | Seoel | IJsland     | 19-32 | Sovjet-Unie      |      |
| 7-8ste plek  |       |             |       |                  |      |
| 30 september | Seoel | IJsland     | 29-31 | DDR              |      |

### Judo
| Olympiër           | Discipline | Resultaat | Prestatie                                                                    |
| ------------------ | ---------- | --------- | ---------------------------------------------------------------------------- |
| Bjarni Friðriksson | -95kg (m)  | 9e        | 1ste ronde: vrij 2de ronde: V van BRA Miguel herkansingen: V van GBR Stewart |
| Sigurður Bergmann  | +95kg (m)  | 13e       | 1ste ronde: vrij 2de ronde: V van EGY Rashwan: ippon                         |

### Zeilen
| Olympiër                                 | Discipline | Resultaat | Prestatie                           |
| ---------------------------------------- | ---------- | --------- | ----------------------------------- |
| Ísleifur Friðriksson Gunnlaugur Jónasson | 470        | 22e       | 146 punten: (21-17-20-15-DNF-21-16) |

### Zwemmen
| Olympiër                 | Discipline           | Resultaat | Prestatie                                     |
| ------------------------ | -------------------- | --------- | --------------------------------------------- |
| Magnús Ólafsson          | 50m vrije slag (m)   | 40e       | serie 5: 6de in 21,50                         |
| Magnús Ólafsson          | 100m vrije slag (m)  | 31e       | serie 6: 1ste in 52,01                        |
| Magnús Ólafsson          | 200m vrije slag (m)  | 28e       | serie 5: 3de in 1.53,05                       |
| Ragnar Guðmundsson       | 400m vrije slag (m)  | 37e       | serie 3: 6de in 4.05,12                       |
| Ragnar Guðmundsson       | 1500m vrije slag (m) | 31e       | serie 2: 8ste in 15.57,54                     |
| Eðvarð Þór Eðvarðsson    | 100m rugslag (m)     | 16e       | serie 5: 6de in 57,70 finale B: 8ste in 58,20 |
| Eðvarð Þór Eðvarðsson    | 200m rugslag (m)     | 24e       | serie 5: 7de in 2.05,61                       |
| Arnþór Ragnarsson        | 100m schoolslag (m)  | 50e       | serie 2: 4de in 1.07,93                       |
| Arnþór Ragnarsson        | 200m schoolslag (m)  | 43e       | serie 2: 4de in 2.27,93                       |
| Arnþór Ragnarsson        | 200m wisselslag (m)  | 27e       | serie 5: 5de in 2.10,18                       |
|                          |                      |           |                                               |
| Bryndís Ólafsdóttir      | 50m vrije slag (v)   | 37e       | serie 2: 2de in 28,38                         |
| Bryndís Ólafsdóttir      | 100m vrije slag (v)  | 40e       | serie 4: 7de in 59,56                         |
| Bryndís Ólafsdóttir      | 200m vrije slag (v)  | 32e       | serie 2: 1ste in 2.07,11                      |
| Ragnheiður Runólfsdóttir | 100m schoolslag (v)  | 23e       | serie 3: 3de in 1.13,01                       |
| Ragnheiður Runólfsdóttir | 200m schoolslag (v)  | 27e       | serie 3: 3de in 2.39,10                       |
| Ragnheiður Runólfsdóttir | 200m wisselslag (v)  | 24e       | serie 2: 4de in 2.22,65                       |

Afghanistan · Algerije · Amerikaanse Maagdeneilanden · Amerikaans-Samoa · Andorra · Angola · Antigua en Barbuda · Argentinië · Aruba · Australië · Bahama’s · Bahrein · Bangladesh · Barbados · België · Belize · Benin · Bermuda · Bhutan · Birma · Bolivia · Bondsrepubliek Duitsland · Botswana · Brazilië · Britse Maagdeneilanden · Brunei · Bulgarije · Burkina Faso · Canada · Centraal-Afrikaanse Republiek · Chili · China · Chinees Taipei · Colombia · Congo-Brazzaville · Cookeilanden · Costa Rica · Cyprus · Denemarken · Djibouti · Dominicaanse Republiek · Duitse Democratische Republiek · Ecuador · Egypte · El Salvador · Equatoriaal-Guinea · Fiji · Filipijnen · Finland · Frankrijk · Gabon · Gambia · Ghana · Grenada · Griekenland · Groot-Brittannië · Guam · Guatemala · Guinee · Guyana · Haïti · Honduras · Hongarije · Hongkong · Ierland · IJsland · India · Indonesië · Irak · Iran · Israël · Italië · Ivoorkust · Jamaica · Japan · Joegoslavië · Jordanië · Kaaimaneilanden · Kameroen · Kenia · Koeweit · Laos · Lesotho · Libanon · Liberia · Libië · Liechtenstein · Luxemburg · Malawi · Malediven · Maleisië · Mali · Malta · Marokko · Mauritanië · Mauritius · Mexico · Monaco · Mongolië · Mozambique · Nederland · Nederlandse Antillen · Nepal · Nieuw-Zeeland · Niger · Nigeria · Noord-Jemen · Noorwegen · Oeganda · Oman · Oostenrijk · Pakistan · Panama · Papoea-Nieuw-Guinea · Paraguay · Peru · Polen · Portugal · Puerto Rico · Qatar · Roemenië · Rwanda · Saint Vincent en de Grenadines · Salomonseilanden · Samoa · San Marino · Saoedi-Arabië · Senegal · Sierra Leone · Singapore · Soedan · Somalië · Sovjet-Unie · Spanje · Sri Lanka · Suriname · Swaziland · Syrië · Tanzania · Thailand · Togo · Tonga · Trinidad en Tobago · Tsjaad · Tsjecho-Slowakije · Tunesië · Turkije · Uruguay · Vanuatu · Venezuela · Verenigde Arabische Emiraten · Verenigde Staten · Vietnam · Zaïre · Zambia · Zimbabwe · Zuid-Jemen · Zuid-Korea · Zweden · Zwitserland